# 制限区域 (バスケットボール)

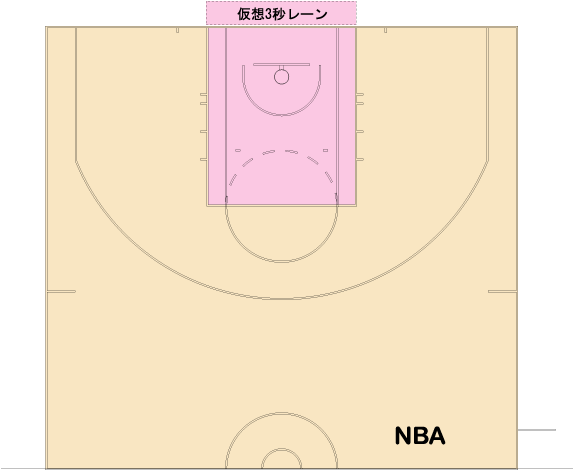
3秒ルール拡張仮想レーン

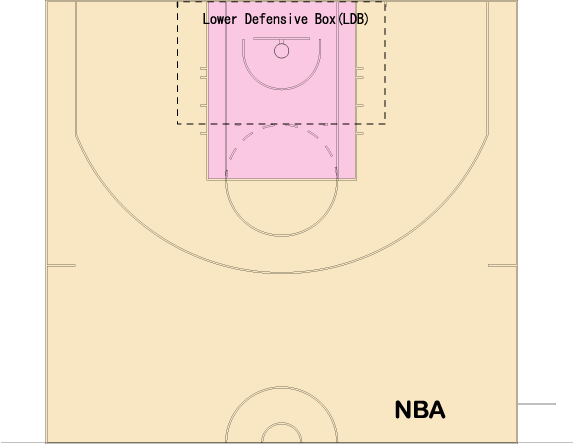
ロワー・ディフェンシブ・ボックス(LDB)図

制限区域（せいげんくいき：Restricted Area）とはバスケットボールの用語である。一般的には、バスケットボールのコート内のゴール周辺に区切られている長方形の区域のであるフリースローレーンは、コート内の他の区域とは異なった色で塗られていることがあり、「ペイントエリア」とも呼ばれる制限区域である。オフェンス側のプレイヤーはこの区域内に3秒を超えてとどまることは出来ない。これに違反することはヴァイオレイションとなり、ペナルティが課せられる。

## NBAの場合
前述の他にも、各種の制限区域が設定されている。例えばプロスポーツであるNBA
では、以前は、ゲームをより動的にするためにゾーンディフェンスが禁止されていたが、更に深い戦術的要素を加えるためにこれを解禁し、それ以降のNBAルールでは、ディフェンスプレーヤーにも3秒ルールが適用され、テクニカルファールに準じたペナルティが科せられる様にルールが変更された。

また、3秒ルール区域は、ペイントゾーンだけでなく、エンドゾーン外へ４フィート延長した仮想レーンでも適用される様に工夫されており、3秒ヴァイオレイション回避に、安易にアウトオブバウンズを利用できなくしている。

NBAでは、この他に、ノーチャージエリアと呼ばれるゴール近傍を円弧と直線で区切った制限区域があり、この中ではオフェンスのチャージングが適用されない。相手からチャージングを獲得することに長けたディフェンダーは両足がエリア外に付いている事を意識してプレーをするなど、プレーも厳密に規定されており、観客を楽しませている。

更に、コート上の４つの単線で区画されるロワー・ディフェンシブ・ボックス（LDB）と呼ばれる、ある種の区域が設定されており、ここでは、ボールを保持しゴールに背を向けているオフェンスに対して、ディフェンダーは上腕および手を触れてディフェンスが許される。格闘技とも称されるNBA特有の激しい鬩ぎ合いが見られる。

このように、NBAの場合、コート上に各種の制限区域が存在するが、Restrict Area(RA),制限区域と言えば前述のノーチャージエリアを指す場合が多く、一般的に制限区域に相当するエリアは3秒エリア、ロワー・ディフェンシブ・ボックスは、LDBと呼ばれる場合が多い。

## 脚註
1. ↑  過去は台形の区域であり、日本では2013年5月31日まで、移行猶予期間が設けられている。
2. ↑  “Official Basketball Rules”.  FIBA.com (2010年4月30日). 2012年3月29日閲覧。
3. ↑  “Official Rules of the National Basketball Association”.  NBA.com (2008年9月8日). 2012年3月29日閲覧。
4. ↑  ペイントエリアの形と同様に国際ルールが追従し追加ている。